# Bologna Translation Service
Bologna Translation Service — проект, реализуемый в рамках Программы поддержки политики информационно-коммуникационных технологий (Information and Communication Technologies Policy Support Programme — Multilingual online services, CIP-ICT PSP.2010.4 6.2).

Проект стартовал 1 марта 2011 года и завершится 28 февраля 2013 года.

## Цель проекта
Основная цель проекта — разработка интернет-портала для перевода учебных руководств, учебных программ и других образовательных документов  с помощью  доступного онлайн-сервиса, в основе которого лежит машинный перевод.

При разработке сервиса участники проекта использовали различные технологии. Были разработаны системы, использующие как  лингвистические данные (машинный  перевод, основанный на правилах), так и статистические модели (статистический машинный перевод). Для достижения  высокого качества перевода образовательных документов применялись новейшие методы: оптимизация домена (domain adaptation) и объединение систем (system combination).

На первом этапе разработки сервис обеспечивает перевод  для следующих языков:
- с испанского, французского, немецкого, португальского, турецкого, финского и нидерландского языков на английский;
- с английского языка на китайский.

## Консорциум
Консорциум отвечает за разработку различных компонентов онлайн-сервиса  и состоит из пяти европейских компаний/учреждений:
- CrossLang NV (Бельгия)
- Convertus AB (Швеция)
- Applied Language Solutions, Ltd. (Великобритания)
- Koç University (Турция)
- Eleka Ingeniaritza Lingusitikoa, SL (Испания)

## Дополнительные источники
1. Bologna Translation Service: Online translation of course syllabi and study programmes in English, EAMT 2011: proceedings of the 15th conference of the European Association for Machine Translation, 30-31 May 2011, Leuven, Belgium Архивная копия от 7 апреля 2012 на Wayback Machine
2. BOLOGNA TRANSLATION SERVICE: AN ENABLER FOR INTERNATIONAL PROFILING AND STUDENT MOBILITY H. Depraetere, J. Van de Walle, INTED 2012: proceedings of INTED2012 (6th International Technology, Education and Development Conference, 5 - 7 March, 2012, Valencia, Spain)